# 화폐개혁 (만화)
《화폐개혁》은 매주 화요일 윤필, 임정호가 다음 웹툰에서 연재하는 웹툰이다.